# Adult Contemporary
Adult Contemporary – jedna z wielu list przebojów regularnie opracowywanych przez amerykańskie czasopismo muzyczne „Billboard”. Przez lata zmieniano nazwę zestawienia: Easy Listening (1961–1962; 1965–1979), Middle-Road Singles (1962–1964), Pop-Standard Singles (1964–1965), Hot Adult Contemporary Tracks (1979–1982) i Adult Contemporary (1983–).

## Kryteria
W notowaniu uwzględniane są piosenki z zestawienia Hot Adult Contemporary Tracks (zob. hot adult contemporary), które spełnią jeden z trzech warunków: spadną poza pierwszą piątkę po 52 tygodniach, spadną poza pierwszą dziesiątkę po 26 tygodniach lub spadną poza pierwszą 15 po 20 tygodniach. W tej sytuacji single przestają być klasyfikowane na Hot Adult Contemporary Tracks, a zaczynają na Hot Adult Contemporary Recurrents.
Niekiedy zdarzają się odstępstwa od tej reguły, np. gdy reedycja starej piosenki zdobywa dużą popularność i cieszy się zainteresowaniem wystarczającym, by uplasować się w pierwszej piętnastce Hot Adult Contemporary Tracks, chociaż powinna być uwzględniana w Hot Adult Contemporary Recurrents. W takim przypadku odpowiedzialni za notowania menedżerowie podejmują decyzję, w którym zestawieniu powinien pojawić się utwór.